# Turkish Masters 2022
Il Turkish Masters 2022 è stato il sedicesimo evento professionistico della stagione 2021-2022 di snooker, il tredicesimo valido per il Ranking, e la 1ª edizione di questo torneo, che si è disputato dal 7 al 13 marzo 2022, presso il Nirvana Cosmopolitan Hotel di Adalia, in Turchia.
Il torneo è stato vinto da Judd Trump, il quale ha battuto in finale Matthew Selt per 10-4. L'inglese si è aggiudicato così la prima edizione del Turkish Masters e il suo 23º titolo Ranking, il primo dal Gibraltar Open 2021, in carriera.
Trump ha disputato la sua 54ª finale in un torneo professionistico, la 35ª fra quelli validi per la classifica mondiale e la terza stagione, dopo il successo al Champion of Champions su John Higgins e la sconfitta al Welsh Open (torneo precedente a questo) contro Joe Perry.
Selt ha disputato la sua quarta finale in un torneo professionistico e la seconda fra quelli validi per la classifica mondiale, dopo il successo all'Indian Open 2019 su Lyu Haotian.
Trump e Selt non si sfidavano in uno scontro diretto dai sedicesimi di finale dello UK Championship 2021, in cui a trionfare era stato l'inglese di Romford per 6-3. Si tratta della prima finale giocata tra i due.
Durante il corso del torneo sono stati realizzati 50 century breaks, mentre durante le qualificazioni ne sono stati realizzati 32.
Il 13 marzo 2022 Judd Trump ha realizzato il suo sesto 147 in carriera, il primo dal Northern Ireland Open 2020, eguagliando a questa quota Ding Junhui e Shaun Murphy, il 173° della storia dello snooker professionistico, il settimo di questa stagione, il primo del 2022 anno solare e il primo della storia di questo torneo, durante il match vinto per 10-4 contro Matthew Selt, in finale. L'ultimo torneo nel quale era stata messa a referto una "serie perfetta" in finale era stato lo UK Championship 2015, per mano di Neil Robertson.

## Montepremi
- Vincitore: £100000
- Finalista: £45000
- Semifinalisti: £20000
- Quarti di finale: £12500
- Ottavi di finale: £7500
- Sedicesimi di finale: £5500
- Trentaduesimi di finale: £3500
- Miglior break: £5000
- Totale: £500000

## Panoramica

### Aspetti tecnici
L'11 maggio 2021 il World Snooker Tour annuncia l'arrivo nel circuito del Turkish Masters, dopo aver siglato un accordo quadriennale con la Turkish Billiards Federation; è in assoluto il primo torneo a disputarsi nel territorio turco, e il primo a svolgersi fuori dal Regno Unito dal Gibraltar Open 2020. Inoltre, la Turchia diventa il 23º Paese diverso ad ospitare un torneo valido per la classifica mondiale.
L'11 agosto 2021 il WST comunica il posticipo del torneo al marzo 2022 (oltre alle qualifiche, da svolgersi a febbraio) a causa delle restrizioni per i viaggi in Turchia dal Regno Unito, dovute alla pandemia di COVID-19, e per via dei numerosi incendi nel territorio turco. L'evento era inizialmente previsto dal 27 settembre al 3 ottobre 2021, e prende il posto nel calendario del China Open, cancellato sempre a causa della pandemia di COVID-19.
Il 14 ottobre 2021 viene comunicato che il torneo è anticipato di una settimana.
Il 18 dicembre 2021 il World Snooker Tour comunica che il Nirvana Cosmpolitan Hotel è la sede scelta per ospitare l'evento.
Il 13 gennaio 2022 la Morningside Arena di Leicester, Inghilterra, viene scelta per ospitare le qualificazioni del torneo.

### Aspetti sportivi
Il torneo presenta un turno di qualificazione prima della fase finale. Tutti i turni fino ai quarti di finale compresi si disputano al meglio dei 9 frames, semifinali al meglio degli 11 e finale al meglio dei 19.
L'11 luglio 2021 viene comunicato il montepremi, il quale ha un totale di £500000.
La compagna di hotel Nirvana sponsorizza il Turkish Masters.
Il vincitore del torneo ha il diritto di partecipare al Champion of Champions 2022.
Sono assenti al torneo Ronnie O'Sullivan, Kurt Maflin, Noppon Saengkham, Stephen Hendry, Ng On-yee, Igor Figueiredo e Marco Fu, i quali vengono sostituiti dai dilettanti Michael White, David Lilley, Ross Muir, John Astley, Bai Langning, James Cahill e Mark Lloyd. Ricevono un invito anche Ismail Türker, Enes Bakirci (questi ultimi due in quanto wildcard nominate dal WST), Sanderson Lam, Michael Georgiou, Si Jiahui e Soheil Vahedi, i quali sono i prescelti per completare il quadro dei 128 giocatori presenti.
Il 1º febbraio 2022 dà forfait Robbie Williams, il quale viene sostituito dal dilettante Dylan Emery.
Il 4 marzo 2022 danno forfait Mark Selby e Neil Robertson, i quali vengono sostituiti rispettivamente dai dilettanti Haydon Pinhey e Simon Blackwell.

## Copertura
Le seguenti emittenti e piattaforme streaming hanno trasmesso il Turkish Masters 2022.
| Copertura              | Paese/Continente      | Fase           |
| ---------------------- | --------------------- | -------------- |
| Eurosport Player       | Regno Unito ed Europa | Qualificazioni |
| Liaoning TV            | Cina                  | Qualificazioni |
| Superstar Online       | Cina                  | Qualificazioni |
| Kuaishou               | Cina                  | Qualificazioni |
| Migu                   | Cina                  | Qualificazioni |
| Youku                  | Cina                  | Qualificazioni |
| Huya.com               | Cina                  | Qualificazioni |
| Matchroom.Live         | Resto del mondo       | Qualificazioni |
| TRT                    | Turchia               | Fase finale    |
| Eurosport              | Regno Unito ed Europa | Fase finale    |
| Liaoning TV            | Cina                  | Fase finale    |
| Superstar Online       | Cina                  | Fase finale    |
| Kuaishou               | Cina                  | Fase finale    |
| Migu                   | Cina                  | Fase finale    |
| Youku                  | Cina                  | Fase finale    |
| Huya.com               | Cina                  | Fase finale    |
| Premier Sports Network | Filippine             | Fase finale    |
| Now TV                 | Hong Kong             | Fase finale    |
| True Sport             | Thailandia            | Fase finale    |
| Sport Cast             | Taiwan                | Fase finale    |
| Astrosport             | Malaysia              | Fase finale    |
| Matchroom.Live         | Resto del mondo       | Fase finale    |

## Tabellone (qualificazioni)
Le prime 4 teste di serie (esclusi Mark Selby e Neil Robertson, ritiratisi dal torneo dopo la stesura del tabellone, i quali lasciano posto rispettivamente a Haydon Pinhey e Simon Blackwell) Judd Trump e Kyren Wilson e le wildcard turche Ismail Türker ed Enes Bakirci, disputano il loro turno di qualificazione al Nirvana Cosmopolitan Hotel, sede della fase finale del torneo.
| TS | Giocatore 1           | Risultato | Giocatore 2       | TS  |
| -- | --------------------- | --------- | ----------------- | --- |
|    | Haydon Pinhey         | 1 - 5     | Wu Yize           | 84  |
| 64 | Pang Junxu            | 4 - 5     | Aaron Hill        | 89  |
| 32 | Lu Ning               | 5 - 0     | Lei Peifan        | 106 |
| 33 | Mark King             | 1 - 5     | Zak Surety        | 97  |
| 16 | Jack Lisowski         | 5 - 1     | David Lilley      |     |
| 49 | Martin O'Donnell      | 5 - 1     | Michael Judge     | 111 |
| 17 | Martin Gould          | 5 - 4     | Craig Steadman    | 99  |
| 48 | David Grace           | 5 - 2     | Peter Lines       | 81  |
| 41 | Liam Highfield        | 2 - 5     | Ashley Hugill     | 78  |
| 24 | Jordan Brown          | 5 - 2     | Bai Langning      |     |
| 56 | Thepchaiya Un-Nooh    | 5 - 0     | Ismail Türker     | WC  |
| 9  | Stephen Maguire       | 5 - 2     | Zhao Jianbo       | 77  |
| 40 | Alexander Ursenbacher | 5 - 1     | James Cahill      |     |
| 25 | Matthew Selt          | 5 - 4     | Zhang Anda        | 107 |
| 57 | Sunny Akani           | 3 - 5     | Michael White     |     |
| 8  | Zhao Xintong          | 5 - 1     | Louis Heathcote   | 98  |
| 5  | John Higgins          | 5 - 3     | Barry Pinches     | 108 |
|    | Dylan Emery           | 5 - 0     | Alfie Burden      | 109 |
| 28 | Gary Wilson           | 4 - 5     | Lukas Kleckers    | 80  |
| 37 | Michael Holt          | 5 - 2     | John Astley       |     |
| 12 | Stuart Bingham        | 3 - 5     | Jackson Page      | 93  |
| 53 | Mark Joyce            | 3 - 5     | Simon Lichtenberg | 76  |
| 21 | Graeme Dott           | 5 - 0     | Sean Maddocks     | 115 |
| 44 | Scott Donaldson       | 5 - 3     | Chen Zifan        | 113 |
| 45 | Anthony Hamilton      | 5 - 3     | Ken Doherty       | 75  |
| 20 | Tom Ford              | 5 - 3     | Hammad Miah       | 85  |
| 52 | Dominic Dale          | 2 - 5     | Si Jiahui         |     |
| 13 | Anthony McGill        | 5 - 3     | Jamie Clarke      | 65  |
| 36 | Robert Milkins        | 5 - 2     | Nigel Bond        | 67  |
| 29 | Ding Junhui           | 5 - 2     | Andrew Pagett     | 104 |
| 61 | Tian Pengfei          | 5 - 3     | Allan Taylor      | 74  |
| 4  | Kyren Wilson          | 5 - 0     | Rory McLeod       | 79  |
|    | Simon Blackwell       | 4 - 5     | Iulian Boiko      | 102 |
| 62 | Andrew Higginson      | 5 - 0     | Jamie O'Neill     | 112 |
| 30 | Xiao Guodong          | 5 - 4     | Xu Si             | 91  |
|    | Mark Lloyd            | 0 - 5     | Oliver Lines      | 66  |
| 14 | Yan Bingtao           | 5 - 1     | Steven Hallworth  | 68  |
| 51 | Joe O'Connor          | 5 - 2     | Mitchell Mann     | 88  |
| 19 | David Gilbert         | 4 - 5     | Andy Hicks        | 70  |
| 46 | Elliot Slessor        | 5 - 3     | Duane Jones       | 95  |
| 43 | Ben Woollaston        | 5 - 1     | Ian Burns         | 105 |
| 22 | Hossein Vafaei        | 5 - 0     | Enes Bakirci      | WC  |
| 54 | Jak Jones             | 5 - 1     | Gerard Greene     | 94  |
| 11 | Mark Allen            | 5 - 2     | Chang Bingyu      | 96  |
| 38 | Jimmy Robertson       | 5 - 1     | Dean Young        | 114 |
| 27 | Ryan Day              | 0 - 5     | Cao Yupeng        | 72  |
| 59 | Lyu Haotian           | 5 - 1     | Fergal O'Brien    | 71  |
| 6  | Shaun Murphy          | 5 - 2     | Jimmy White       | 110 |
| 7  | Mark Williams         | 5 - 1     | Reanne Evans      | 116 |
| 58 | Matthew Stevens       | 5 - 1     | Farakh Ajaib      | 90  |
| 26 | Ali Carter            | 5 - 4     | Ben Hancorn       | 87  |
| 39 | Jamie Jones           | 5 - 2     | Jamie Wilson      | 92  |
| 10 | Barry Hawkins         | 3 - 5     | Yuan Sijun        | 103 |
| 55 | Mark Davis            | 5 - 2     | Ross Muir         |     |
| 23 | Ricky Walden          | 5 - 3     | Ashley Carty      | 69  |
| 42 | Sam Craigie           | 5 - 3     | Sanderson Lam     |     |
| 47 | Li Hang               | 3 - 5     | Fan Zhengyi       | 86  |
| 18 | Zhou Yuelong          | 5 - 2     | Soheil Vahedi     |     |
| 50 | Stuart Carrington     | 5 - 2     | Fraser Patrick    | 101 |
| 15 | Luca Brecel           | 5 - 1     | Peter Devlin      | 83  |
| 34 | Joe Perry             | 5 - 1     | Lee Walker        | 82  |
| 31 | Liang Wenbó           | 5 - 2     | Zhang Jiankang    | 100 |
| 63 | Chris Wakelin         | 5 - 1     | Gao Yang          | 73  |
| 2  | Judd Trump            | 5 - 0     | Michael Georgiou  |     |

## Century breaks
Durante il corso delle qualificazioni per il torneo sono stati realizzati 32 century breaks.
| N° | Giocatore        | Century breaks | Miglior break |
| -- | ---------------- | -------------- | ------------- |
| 1  | Ding Junhui      | 2              | 138           |
| =  | Andrew Higginson | 2              | 137           |
| =  | Luca Brecel      | 2              | 117           |
| =  | Tom Ford         | 2              | 116           |
| =  | Jack Lisowski    | 2              | 110           |
| =  | Zhao Xintong     | 2              | 105           |
| =  | Stephen Maguire  | 2              | 103           |
| 2  | Craig Steadman   | 1              | 145           |
| =  | Elliot Slessor   | 1              | 142           |
| =  | Scott Donaldson  | 1              | 141           |
| =  | Mark Davis       | 1              | 136           |
| =  | John Higgins     | 1              | 130           |
| =  | Joe Perry        | 1              | 129           |
| =  | Michael White    | 1              | 127           |
| =  | Dylan Emery      | 1              | 122           |
| =  | Michael Holt     | 1              | 117           |
| =  | Jak Jones        | 1              | 114           |
| =  | Ben Hancorn      | 1              | 114           |
| =  | Xu Si            | 1              | 113           |
| =  | Chris Wakelin    | 1              | 107           |
| =  | Chen Zifan       | 1              | 106           |
| =  | Li Hang          | 1              | 104           |
| =  | Jamie Wilson     | 1              | 101           |
| =  | Yan Bingtao      | 1              | 101           |
| =  | Ricky Walden     | 1              | 100           |

## Tabellone (fase finale)
|  | Trentaduesimi di finale Al meglio dei 9 frames | Trentaduesimi di finale Al meglio dei 9 frames | Trentaduesimi di finale Al meglio dei 9 frames |  |  | Sedicesimi di finale Al meglio dei 9 frames | Sedicesimi di finale Al meglio dei 9 frames | Sedicesimi di finale Al meglio dei 9 frames |                   |   | Ottavi di finale Al meglio dei 9 frames | Ottavi di finale Al meglio dei 9 frames | Ottavi di finale Al meglio dei 9 frames |                   |   | Quarti di finale Al meglio dei 9 frames | Quarti di finale Al meglio dei 9 frames | Quarti di finale Al meglio dei 9 frames |                  |   | Semifinali Al meglio degli 11 frames | Semifinali Al meglio degli 11 frames | Semifinali Al meglio degli 11 frames |                |    | Finale Al meglio dei 17 frames | Finale Al meglio dei 17 frames | Finale Al meglio dei 17 frames |  |
|  |                                                |                                                |                                                |  |  |                                             |                                             |                                             |                   |   |                                         |                                         |                                         |                   |   |                                         |                                         |                                         |                  |   |                                      |                                      |                                      |                |    |                                |                                |                                |  |
|  | Wu Yize (84)                                   | Wu Yize (84)                                   | 5                                              |  |  |                                             |                                             |                                             |                   |   |                                         |                                         |                                         |                   |   |                                         |                                         |                                         |                  |   |                                      |                                      |                                      |                |    |                                |                                |                                |  |
|  | Aaron Hill (89)                                | Aaron Hill (89)                                | 0                                              |  |  | Wu Yize (84)                                | Wu Yize (84)                                | 4                                           |                   |   |                                         |                                         |                                         |                   |   |                                         |                                         |                                         |                  |   |                                      |                                      |                                      |                |    |                                |                                |                                |  |
|  | Lu Ning (32)                                   | Lu Ning (32)                                   | w/o                                            |  |  | Lu Ning (32)                                | Lu Ning (32)                                | 5                                           |                   |   |                                         |                                         |                                         |                   |   |                                         |                                         |                                         |                  |   |                                      |                                      |                                      |                |    |                                |                                |                                |  |
|  | Zak Surety (97)                                | Zak Surety (97)                                | w/d                                            |  |  |                                             |                                             |                                             |                   |   | Lu Ning (32)                            | Lu Ning (32)                            | 4                                       |                   |   |                                         |                                         |                                         |                  |   |                                      |                                      |                                      |                |    |                                |                                |                                |  |
|  | Jack Lisowski (16)                             | Jack Lisowski (16)                             | 5                                              |  |  |                                             |                                             | Martin Gould (17)                           | Martin Gould (17) | 5 |                                         |                                         |                                         |                   |   |                                         |                                         |                                         |                  |   |                                      |                                      |                                      |                |    |                                |                                |                                |  |
|  | Martin O'Donnell (49)                          | Martin O'Donnell (49)                          | 4                                              |  |  | Jack Lisowski (16)                          | Jack Lisowski (16)                          | 4                                           |                   |   |                                         |                                         |                                         |                   |   |                                         |                                         |                                         |                  |   |                                      |                                      |                                      |                |    |                                |                                |                                |  |
|  | Martin Gould (17)                              | Martin Gould (17)                              | 5                                              |  |  | Martin Gould (17)                           | Martin Gould (17)                           | 5                                           |                   |   |                                         |                                         |                                         |                   |   |                                         |                                         |                                         |                  |   |                                      |                                      |                                      |                |    |                                |                                |                                |  |
|  | David Grace (48)                               | David Grace (48)                               | 4                                              |  |  |                                             |                                             |                                             |                   |   | Martin Gould (17)                       | Martin Gould (17)                       | 3                                       |                   |   |                                         |                                         |                                         |                  |   |                                      |                                      |                                      |                |    |                                |                                |                                |  |
|  | Ashley Hugill (78)                             | Ashley Hugill (78)                             | 2                                              |  |  |                                             |                                             |                                             |                   |   |                                         |                                         | Matthew Selt (25)                       | Matthew Selt (25) | 5 |                                         |                                         |                                         |                  |   |                                      |                                      |                                      |                |    |                                |                                |                                |  |
|  | Jordan Brown (24)                              | Jordan Brown (24)                              | 5                                              |  |  | Jordan Brown (24)                           | Jordan Brown (24)                           | 1                                           |                   |   |                                         |                                         |                                         |                   |   |                                         |                                         |                                         |                  |   |                                      |                                      |                                      |                |    |                                |                                |                                |  |
|  | Thepchaiya Un-Nooh (56)                        | Thepchaiya Un-Nooh (56)                        | 5                                              |  |  | Thepchaiya Un-Nooh (56)                     | Thepchaiya Un-Nooh (56)                     | 5                                           |                   |   |                                         |                                         |                                         |                   |   |                                         |                                         |                                         |                  |   |                                      |                                      |                                      |                |    |                                |                                |                                |  |
|  | Stephen Maguire (9)                            | Stephen Maguire (9)                            | 4                                              |  |  |                                             |                                             |                                             |                   |   | Thepchaiya Un-Nooh (56)                 | Thepchaiya Un-Nooh (56)                 | 1                                       |                   |   |                                         |                                         |                                         |                  |   |                                      |                                      |                                      |                |    |                                |                                |                                |  |
|  | Alexander Ursenbacher (40)                     | Alexander Ursenbacher (40)                     | 4                                              |  |  |                                             |                                             | Matthew Selt (25)                           | Matthew Selt (25) | 5 |                                         |                                         |                                         |                   |   |                                         |                                         |                                         |                  |   |                                      |                                      |                                      |                |    |                                |                                |                                |  |
|  | Matthew Selt (25)                              | Matthew Selt (25)                              | 5                                              |  |  | Matthew Selt (25)                           | Matthew Selt (25)                           | 5                                           |                   |   |                                         |                                         |                                         |                   |   |                                         |                                         |                                         |                  |   |                                      |                                      |                                      |                |    |                                |                                |                                |  |
|  | Michael White                                  | Michael White                                  | 4                                              |  |  | Zhao Xintong (8)                            | Zhao Xintong (8)                            | 2                                           |                   |   |                                         |                                         |                                         |                   |   |                                         |                                         |                                         |                  |   |                                      |                                      |                                      |                |    |                                |                                |                                |  |
|  | Zhao Xintong (8)                               | Zhao Xintong (8)                               | 5                                              |  |  |                                             |                                             |                                             |                   |   | Matthew Selt (25)                       | Matthew Selt (25)                       | 6                                       |                   |   |                                         |                                         |                                         |                  |   |                                      |                                      |                                      |                |    |                                |                                |                                |  |
|  | John Higgins (5)                               | John Higgins (5)                               | 5                                              |  |  |                                             |                                             |                                             |                   |   |                                         |                                         |                                         |                   |   |                                         |                                         | Ding Junhui (29)                        | Ding Junhui (29) | 5 |                                      |                                      |                                      |                |    |                                |                                |                                |  |
|  | Dylan Emery                                    | Dylan Emery                                    | 2                                              |  |  | John Higgins (5)                            | John Higgins (5)                            | 5                                           |                   |   |                                         |                                         |                                         |                   |   |                                         |                                         |                                         |                  |   |                                      |                                      |                                      |                |    |                                |                                |                                |  |
|  | Lukas Kleckers (80)                            | Lukas Kleckers (80)                            | 4                                              |  |  | Michael Holt (37)                           | Michael Holt (37)                           | 0                                           |                   |   |                                         |                                         |                                         |                   |   |                                         |                                         |                                         |                  |   |                                      |                                      |                                      |                |    |                                |                                |                                |  |
|  | Michael Holt (37)                              | Michael Holt (37)                              | 5                                              |  |  |                                             |                                             |                                             |                   |   | John Higgins (5)                        | John Higgins (5)                        | 4                                       |                   |   |                                         |                                         |                                         |                  |   |                                      |                                      |                                      |                |    |                                |                                |                                |  |
|  | Jackson Page (93)                              | Jackson Page (93)                              | 5                                              |  |  |                                             |                                             | Graeme Dott (21)                            | Graeme Dott (21)  | 5 |                                         |                                         |                                         |                   |   |                                         |                                         |                                         |                  |   |                                      |                                      |                                      |                |    |                                |                                |                                |  |
|  | Simon Lichtenberg (76)                         | Simon Lichtenberg (76)                         | 0                                              |  |  | Jackson Page (93)                           | Jackson Page (93)                           | 2                                           |                   |   |                                         |                                         |                                         |                   |   |                                         |                                         |                                         |                  |   |                                      |                                      |                                      |                |    |                                |                                |                                |  |
|  | Graeme Dott (21)                               | Graeme Dott (21)                               | 5                                              |  |  | Graeme Dott (21)                            | Graeme Dott (21)                            | 5                                           |                   |   |                                         |                                         |                                         |                   |   |                                         |                                         |                                         |                  |   |                                      |                                      |                                      |                |    |                                |                                |                                |  |
|  | Scott Donaldson (44)                           | Scott Donaldson (44)                           | 4                                              |  |  |                                             |                                             |                                             |                   |   | Graeme Dott (21)                        | Graeme Dott (21)                        | 1                                       |                   |   |                                         |                                         |                                         |                  |   |                                      |                                      |                                      |                |    |                                |                                |                                |  |
|  | Anthony Hamilton (45)                          | Anthony Hamilton (45)                          | 2                                              |  |  |                                             |                                             |                                             |                   |   |                                         |                                         | Ding Junhui (29)                        | Ding Junhui (29)  | 5 |                                         |                                         |                                         |                  |   |                                      |                                      |                                      |                |    |                                |                                |                                |  |
|  | Tom Ford (20)                                  | Tom Ford (20)                                  | 5                                              |  |  | Tom Ford (20)                               | Tom Ford (20)                               | 1                                           |                   |   |                                         |                                         |                                         |                   |   |                                         |                                         |                                         |                  |   |                                      |                                      |                                      |                |    |                                |                                |                                |  |
|  | Si Jiahui                                      | Si Jiahui                                      | 5                                              |  |  | Si Jiahui                                   | Si Jiahui                                   | 5                                           |                   |   |                                         |                                         |                                         |                   |   |                                         |                                         |                                         |                  |   |                                      |                                      |                                      |                |    |                                |                                |                                |  |
|  | Anthony McGill (13)                            | Anthony McGill (13)                            | 2                                              |  |  |                                             |                                             |                                             |                   |   | Si Jiahui                               | Si Jiahui                               | 4                                       |                   |   |                                         |                                         |                                         |                  |   |                                      |                                      |                                      |                |    |                                |                                |                                |  |
|  | Robert Milkins (36)                            | Robert Milkins (36)                            | 4                                              |  |  |                                             |                                             | Ding Junhui (29)                            | Ding Junhui (29)  | 5 |                                         |                                         |                                         |                   |   |                                         |                                         |                                         |                  |   |                                      |                                      |                                      |                |    |                                |                                |                                |  |
|  | Ding Junhui (29)                               | Ding Junhui (29)                               | 5                                              |  |  | Ding Junhui (29)                            | Ding Junhui (29)                            | 5                                           |                   |   |                                         |                                         |                                         |                   |   |                                         |                                         |                                         |                  |   |                                      |                                      |                                      |                |    |                                |                                |                                |  |
|  | Tian Pengfei (61)                              | Tian Pengfei (61)                              | 1                                              |  |  | Kyren Wilson (4)                            | Kyren Wilson (4)                            | 3                                           |                   |   |                                         |                                         |                                         |                   |   |                                         |                                         |                                         |                  |   |                                      |                                      |                                      |                |    |                                |                                |                                |  |
|  | Kyren Wilson (4)                               | Kyren Wilson (4)                               | 5                                              |  |  |                                             |                                             |                                             |                   |   | Matthew Selt (25)                       | Matthew Selt (25)                       | 4                                       |                   |   |                                         |                                         |                                         |                  |   |                                      |                                      |                                      |                |    |                                |                                |                                |  |
|  | Iulian Boiko (102)                             | Iulian Boiko (102)                             | 1                                              |  |  |                                             |                                             |                                             |                   |   |                                         |                                         |                                         |                   |   |                                         |                                         |                                         |                  |   |                                      |                                      | Judd Trump (2)                       | Judd Trump (2) | 10 |                                |                                |                                |  |
|  | Andrew Higginson (62)                          | Andrew Higginson (62)                          | 5                                              |  |  | Andrew Higginson (62)                       | Andrew Higginson (62)                       | 3                                           |                   |   |                                         |                                         |                                         |                   |   |                                         |                                         |                                         |                  |   |                                      |                                      |                                      |                |    |                                |                                |                                |  |
|  | Xiao Guodong (30)                              | Xiao Guodong (30)                              | 4                                              |  |  | Oliver Lines (66)                           | Oliver Lines (66)                           | 5                                           |                   |   |                                         |                                         |                                         |                   |   |                                         |                                         |                                         |                  |   |                                      |                                      |                                      |                |    |                                |                                |                                |  |
|  | Oliver Lines (66)                              | Oliver Lines (66)                              | 5                                              |  |  |                                             |                                             |                                             |                   |   | Oliver Lines (66)                       | Oliver Lines (66)                       | 5                                       |                   |   |                                         |                                         |                                         |                  |   |                                      |                                      |                                      |                |    |                                |                                |                                |  |
|  | Yan Bingtao (14)                               | Yan Bingtao (14)                               | 5                                              |  |  |                                             |                                             | Yan Bingtao (14)                            | Yan Bingtao (14)  | 4 |                                         |                                         |                                         |                   |   |                                         |                                         |                                         |                  |   |                                      |                                      |                                      |                |    |                                |                                |                                |  |
|  | Joe O'Connor (51)                              | Joe O'Connor (51)                              | 2                                              |  |  | Yan Bingtao (14)                            | Yan Bingtao (14)                            | 5                                           |                   |   |                                         |                                         |                                         |                   |   |                                         |                                         |                                         |                  |   |                                      |                                      |                                      |                |    |                                |                                |                                |  |
|  | Andy Hicks (70)                                | Andy Hicks (70)                                | 2                                              |  |  | Elliot Slessor (46)                         | Elliot Slessor (46)                         | 4                                           |                   |   |                                         |                                         |                                         |                   |   |                                         |                                         |                                         |                  |   |                                      |                                      |                                      |                |    |                                |                                |                                |  |
|  | Elliot Slessor (46)                            | Elliot Slessor (46)                            | 5                                              |  |  |                                             |                                             |                                             |                   |   | Oliver Lines (66)                       | Oliver Lines (66)                       | 4                                       |                   |   |                                         |                                         |                                         |                  |   |                                      |                                      |                                      |                |    |                                |                                |                                |  |
|  | Ben Woollaston (43)                            | Ben Woollaston (43)                            | 3                                              |  |  |                                             |                                             |                                             |                   |   |                                         |                                         | Shaun Murphy (6)                        | Shaun Murphy (6)  | 5 |                                         |                                         |                                         |                  |   |                                      |                                      |                                      |                |    |                                |                                |                                |  |
|  | Hossein Vafaei (22)                            | Hossein Vafaei (22)                            | 5                                              |  |  | Hossein Vafaei (22)                         | Hossein Vafaei (22)                         | 4                                           |                   |   |                                         |                                         |                                         |                   |   |                                         |                                         |                                         |                  |   |                                      |                                      |                                      |                |    |                                |                                |                                |  |
|  | Jak Jones (54)                                 | Jak Jones (54)                                 | 5                                              |  |  | Jak Jones (54)                              | Jak Jones (54)                              | 5                                           |                   |   |                                         |                                         |                                         |                   |   |                                         |                                         |                                         |                  |   |                                      |                                      |                                      |                |    |                                |                                |                                |  |
|  | Mark Allen (11)                                | Mark Allen (11)                                | 4                                              |  |  |                                             |                                             |                                             |                   |   | Jak Jones (54)                          | Jak Jones (54)                          | 3                                       |                   |   |                                         |                                         |                                         |                  |   |                                      |                                      |                                      |                |    |                                |                                |                                |  |
|  | Jimmy Robertson (38)                           | Jimmy Robertson (38)                           | 5                                              |  |  |                                             |                                             | Shaun Murphy (6)                            | Shaun Murphy (6)  | 5 |                                         |                                         |                                         |                   |   |                                         |                                         |                                         |                  |   |                                      |                                      |                                      |                |    |                                |                                |                                |  |
|  | Cao Yupeng (72)                                | Cao Yupeng (72)                                | 2                                              |  |  | Jimmy Robertson (38)                        | Jimmy Robertson (38)                        | 3                                           |                   |   |                                         |                                         |                                         |                   |   |                                         |                                         |                                         |                  |   |                                      |                                      |                                      |                |    |                                |                                |                                |  |
|  | Lyu Haotian (59)                               | Lyu Haotian (59)                               | 0                                              |  |  | Shaun Murphy (6)                            | Shaun Murphy (6)                            | 5                                           |                   |   |                                         |                                         |                                         |                   |   |                                         |                                         |                                         |                  |   |                                      |                                      |                                      |                |    |                                |                                |                                |  |
|  | Shaun Murphy (6)                               | Shaun Murphy (6)                               | 5                                              |  |  |                                             |                                             |                                             |                   |   | Shaun Murphy (6)                        | Shaun Murphy (6)                        | 2                                       |                   |   |                                         |                                         |                                         |                  |   |                                      |                                      |                                      |                |    |                                |                                |                                |  |
|  | Mark Williams (7)                              | Mark Williams (7)                              | 3                                              |  |  |                                             |                                             |                                             |                   |   |                                         |                                         |                                         |                   |   |                                         |                                         | Judd Trump (2)                          | Judd Trump (2)   | 6 |                                      |                                      |                                      |                |    |                                |                                |                                |  |
|  | Matthew Stevens (58)                           | Matthew Stevens (58)                           | 5                                              |  |  | Matthew Stevens (58)                        | Matthew Stevens (58)                        | 4                                           |                   |   |                                         |                                         |                                         |                   |   |                                         |                                         |                                         |                  |   |                                      |                                      |                                      |                |    |                                |                                |                                |  |
|  | Ali Carter (26)                                | Ali Carter (26)                                | 5                                              |  |  | Ali Carter (26)                             | Ali Carter (26)                             | 5                                           |                   |   |                                         |                                         |                                         |                   |   |                                         |                                         |                                         |                  |   |                                      |                                      |                                      |                |    |                                |                                |                                |  |
|  | Jamie Jones (39)                               | Jamie Jones (39)                               | 1                                              |  |  |                                             |                                             |                                             |                   |   | Ali Carter (26)                         | Ali Carter (26)                         | 5                                       |                   |   |                                         |                                         |                                         |                  |   |                                      |                                      |                                      |                |    |                                |                                |                                |  |
|  | Yuan Sijun (103)                               | Yuan Sijun (103)                               | 5                                              |  |  |                                             |                                             | Sam Craigie (42)                            | Sam Craigie (42)  | 0 |                                         |                                         |                                         |                   |   |                                         |                                         |                                         |                  |   |                                      |                                      |                                      |                |    |                                |                                |                                |  |
|  | Mark Davis (55)                                | Mark Davis (55)                                | 3                                              |  |  | Yuan Sijun (103)                            | Yuan Sijun (103)                            | 2                                           |                   |   |                                         |                                         |                                         |                   |   |                                         |                                         |                                         |                  |   |                                      |                                      |                                      |                |    |                                |                                |                                |  |
|  | Ricky Walden (23)                              | Ricky Walden (23)                              | 3                                              |  |  | Sam Craigie (42)                            | Sam Craigie (42)                            | 5                                           |                   |   |                                         |                                         |                                         |                   |   |                                         |                                         |                                         |                  |   |                                      |                                      |                                      |                |    |                                |                                |                                |  |
|  | Sam Craigie (42)                               | Sam Craigie (42)                               | 5                                              |  |  |                                             |                                             |                                             |                   |   | Ali Carter (26)                         | Ali Carter (26)                         | 3                                       |                   |   |                                         |                                         |                                         |                  |   |                                      |                                      |                                      |                |    |                                |                                |                                |  |
|  | Fan Zhengyi (86)                               | Fan Zhengyi (86)                               | 4                                              |  |  |                                             |                                             |                                             |                   |   |                                         |                                         | Judd Trump (2)                          | Judd Trump (2)    | 5 |                                         |                                         |                                         |                  |   |                                      |                                      |                                      |                |    |                                |                                |                                |  |
|  | Zhou Yuelong (18)                              | Zhou Yuelong (18)                              | 5                                              |  |  | Zhou Yuelong (18)                           | Zhou Yuelong (18)                           | 5                                           |                   |   |                                         |                                         |                                         |                   |   |                                         |                                         |                                         |                  |   |                                      |                                      |                                      |                |    |                                |                                |                                |  |
|  | Stuart Carrington (50)                         | Stuart Carrington (50)                         | 1                                              |  |  | Luca Brecel (15)                            | Luca Brecel (15)                            | 4                                           |                   |   |                                         |                                         |                                         |                   |   |                                         |                                         |                                         |                  |   |                                      |                                      |                                      |                |    |                                |                                |                                |  |
|  | Luca Brecel (15)                               | Luca Brecel (15)                               | 5                                              |  |  |                                             |                                             |                                             |                   |   | Zhou Yuelong (18)                       | Zhou Yuelong (18)                       | 4                                       |                   |   |                                         |                                         |                                         |                  |   |                                      |                                      |                                      |                |    |                                |                                |                                |  |
|  | Joe Perry (34)                                 | Joe Perry (34)                                 | 2                                              |  |  |                                             |                                             | Judd Trump (2)                              | Judd Trump (2)    | 5 |                                         |                                         |                                         |                   |   |                                         |                                         |                                         |                  |   |                                      |                                      |                                      |                |    |                                |                                |                                |  |
|  | Liang Wenbó (31)                               | Liang Wenbó (31)                               | 5                                              |  |  | Liang Wenbó (31)                            | Liang Wenbó (31)                            | 4                                           |                   |   |                                         |                                         |                                         |                   |   |                                         |                                         |                                         |                  |   |                                      |                                      |                                      |                |    |                                |                                |                                |  |
|  | Chris Wakelin (63)                             | Chris Wakelin (63)                             | 3                                              |  |  | Judd Trump (2)                              | Judd Trump (2)                              | 5                                           |                   |   |                                         |                                         |                                         |                   |   |                                         |                                         |                                         |                  |   |                                      |                                      |                                      |                |    |                                |                                |                                |  |
|  | Judd Trump (2)                                 | Judd Trump (2)                                 | 5                                              |  |  |                                             |                                             |                                             |                   |   |                                         |                                         |                                         |                   |   |                                         |                                         |                                         |                  |   |                                      |                                      |                                      |                |    |                                |                                |                                |  |

| Finale (Al meglio dei 17 frames) Nirvana Cosmopolitan Hotel, Adalia, 13 marzo 2022. Arbitro: Brendan Moore                    | | |
| Matthew Selt (25) | 4–10                                                                                                   | Judd Trump (2) |
| Prima sessione: 67–51, 1–76, 66–1, 0–120, 21–77, 0–82, 81–11, 40–70 Seconda sessione: 76–113, 0–147, 0–98, 63–40, 7–90, 7–114 | Miglior break (Selt): 61 Century breaks (Selt): 0 Miglior break (Trump): 147 Century breaks (Trump): 3 | Prima sessione: 67–51, 1–76, 66–1, 0–120, 21–77, 0–82, 81–11, 40–70 Seconda sessione: 76–113, 0–147, 0–98, 63–40, 7–90, 7–114 |
| Judd Trump vince il Nirvana Turkish Masters 2022                                                                              | | |

## Century breaks
Durante il corso del torneo sono stati realizzati 50 century breaks.
| N° | Giocatore          | Century breaks | Miglior break |
| -- | ------------------ | -------------- | ------------- |
| 1  | Ding Junhui        | 7              | 131           |
| 2  | Judd Trump         | 5              | 147           |
| 3  | John Higgins       | 4              | 141           |
| 4  | Ali Carter         | 2              | 135           |
| =  | Martin Gould       | 2              | 123           |
| =  | Yan Bingtao        | 2              | 119           |
| =  | Matthew Selt       | 2              | 118           |
| =  | Kyren Wilson       | 2              | 116           |
| =  | Wu Yize            | 2              | 111           |
| =  | Hossein Vafaei     | 2              | 102           |
| 5  | Elliot Slessor     | 1              | 139           |
| =  | Graeme Dott        | 1              | 135           |
| =  | Robert Milkins     | 1              | 131           |
| =  | Jak Jones          | 1              | 129           |
| =  | Xiao Guodong       | 1              | 129           |
| =  | Lu Ning            | 1              | 123           |
| =  | Tom Ford           | 1              | 121           |
| =  | Mark Davis         | 1              | 120           |
| =  | Liang Wenbó        | 1              | 118           |
| =  | Yuan Sijun         | 1              | 117           |
| =  | Oliver Lines       | 1              | 113           |
| =  | Chris Wakelin      | 1              | 113           |
| =  | Mark Allen         | 1              | 112           |
| =  | Shaun Murphy       | 1              | 106           |
| =  | Si Jiahui          | 1              | 106           |
| =  | Matthew Stevens    | 1              | 104           |
| =  | Mark Williams      | 1              | 102           |
| =  | Jordan Brown       | 1              | 101           |
| =  | Jack Lisowski      | 1              | 101           |
| =  | Thepchaiya Un-Nooh | 1              | 101           |

## Maximum breaks
Durante il corso del torneo è stato realizzato un maximum break.
| N° | Giocatore  | Avversario   | Turno  | Data          | Note  |
| -- | ---------- | ------------ | ------ | ------------- | ----- |
| 1  | Judd Trump | Matthew Selt | Finale | 13 marzo 2022 | [ 5 ] |